# Anthony Laborde
Pour les articles homonymes, voir Laborde.
Anthony Laborde,, dit Passe-Muraille ou Thony est un animateur de télévision français né le 7 octobre 1982 à La Ferté-Bernard, Sarthe. Il est célèbre pour son personnage de Passe-Muraille, dans l'émission de télévision française Fort Boyard, diffusée sur France 2 avec ses acolytes Passe-Partout, et Passe-Temps. Il mesure 1m20.
Il est arrivé dans Fort Boyard 2000 pour les versions étrangères, et 2004 pour la version française. Dans l'émission Fort Boyard il est le messager du Père Fouras. Il participe à l'émission Fort Boyard sous le nom de Passe-Muraille,.

## Biographie

### Jeunesse
Anthony Laborde, est né à La Ferté-Bernard, Sarthe.

## Carrière

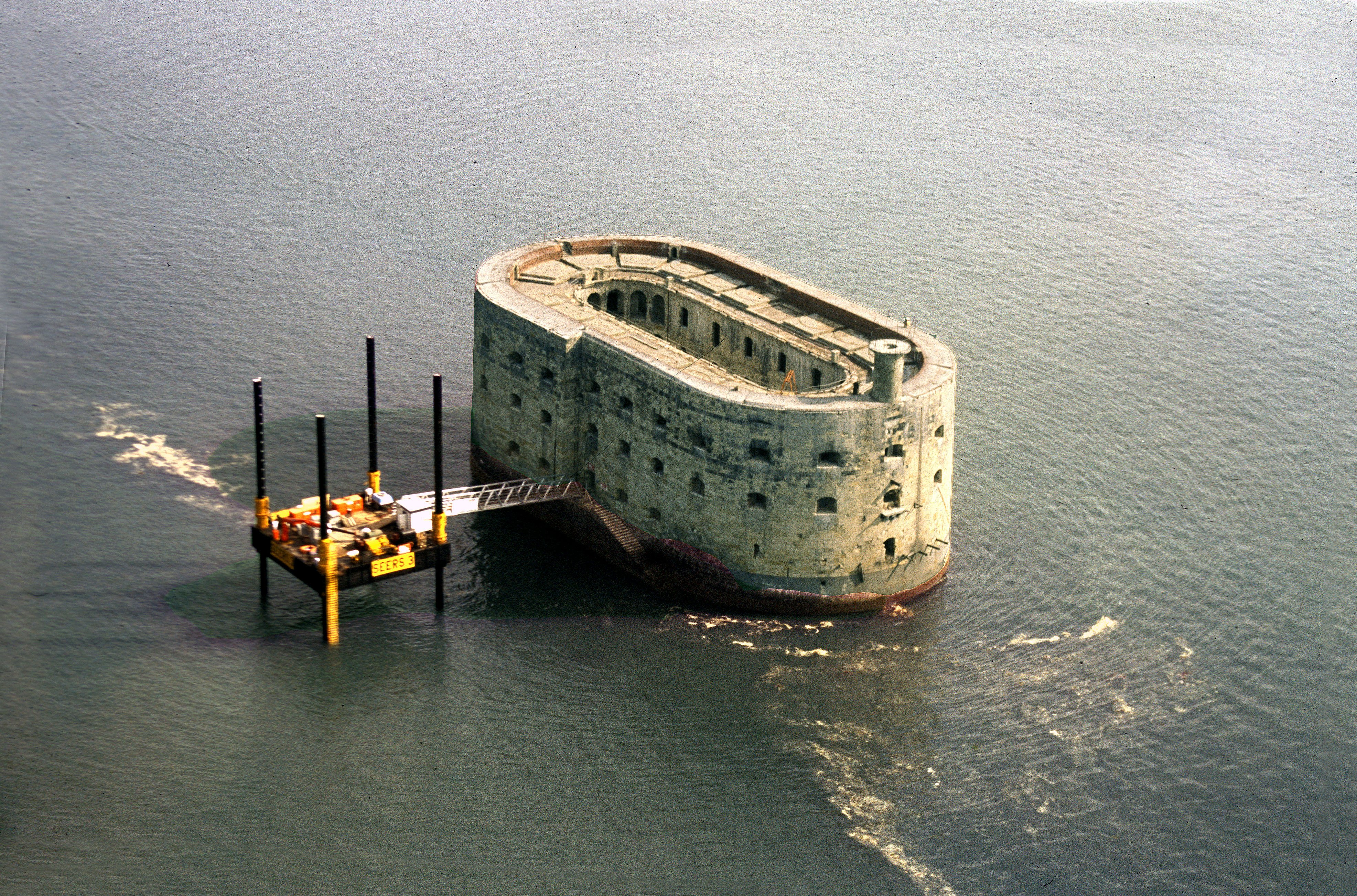
Fort Boyard, lieu de tournage du jeu homonyme.

En 2000, il est arrivé sur le Fort dans les versions étrangères et interprète le rôle de Passe-Temps dans plusieurs pays, à savoir le Royaume-Uni, l’Ukraine, la Grèce, l’Espagne, l’Argentine, la Hongrie, la Corée du Sud, la Suède, la Russie, la Géorgie et le Danemark. En 2004, les producteurs lui proposent un nouveau rôle dans la version française de l'émission, il prend le nom « Passe-Muraille »,. Il est aussi connu sur le nom de Thony.

## Vie privée
Le jeu télévisé Fort Boyard lui a permis de rencontrer Gaëlle,, sa compagne.

## Filmographie

### Télévision
- Depuis 2000 : Fort Boyard : Passe-Muraille (depuis 2000 à l'étranger, depuis 2004 en France)
- 2019 à 2021 : Boyard Land : Pass'ivite